# Stichillus subcarinatus
Stichillus subcarinatus är en tvåvingeart som beskrevs av Borgmeier 1959. Stichillus subcarinatus ingår i släktet Stichillus och familjen puckelflugor. Inga underarter finns listade i Catalogue of Life.